# Meredith McGeachie
 (juillet 2013).
Meredith McGeachie, née un 5 juillet à Toowoomba, en Australie est une actrice américaine spécialisée dans les séries télévisées.

## Biographie
Meredith McGeachie est née à Toowoomba en Australie et a grandi au Canada. Ses parents sont instituteurs.

## Filmographie
- 2015 : Preuve accablante : Morgan Knox
- 2013 : Horns : Mary
- 2012 : Fringe (série télévisée) : Diane Mallum
- 2011 : Supernatural (série télévisée) : Sue
- 2011 : R.L. Stine's The Haunting Hour (série télévisée) : l'instructrice
- 2011 : He Loves Me (téléfilm) : Alix
- 2009 : Eureka (série télévisée) : Dr. Bell
- 2008 : Paradise Falls (série télévisée) : Cate Banning
- 2007 : Nuclear Hurricane (téléfilm) : Susan
- 2006 : Stargate Atlantis (série télévisée) : Wench
- 2006 : See How They Run (court-métrage) : Jessica 'Jessie'
- 2004-2006 : The L Word (série télévisée) : Tonya
- 2005 : Behind the Camera: The Unauthorized Story of Mork & Mindy (téléfilm) : Lila Milford
- 2002-2005 : Andromeda (série télévisée) : Geryon / Maia
- 2002 : Punch : Julie
- 2001 : Da Vinci's Inquest (série télévisée) : Jill Grayson
- 2001 : Prince Charming (téléfilm) : Camille / 'Helena'
- 2000 : Bless the Child : la nurse
- 2000 : Anne of Green Gables: The Continuing Story (téléfilm)
- 1999 : If You Believe (en) (téléfilm) : Robin
- 1999 : Three to Tango : Megan
- 1999 : Earth: Final Conflict (série télévisée) : la chef de file TAD
- 1999 : Free Fall : la serveuse
- 1998 : Scandalous Me: The Jacqueline Susann Story (téléfilm) : l'adjointe à la rédaction
- 1998 : Exhibit A: Secrets of Forensic Science (série télévisée) : Cassandra Edmunds